# Grady Reynolds
Grady Reynolds (ur. 26 lutego 1980 w Abbeyville w stanie Alabama) – amerykański koszykarz. Obecnie bez klubu.
W sezonie 2006/2007 gracz Polonii Warszawa, w sezonie 2008/2009 Znicza Jarosław, a w sezonie 2010/2011 AZS Koszalin. Mierzy 198 cm wzrostu. Otrzymał tytuł MVP Meczu Gwiazd PLK w 2007 i zwyciężył w konkursie wsadów podczas tego meczu.

## Przebieg kariery
- 2000-2004: St. John’s (NCAA)
- 2004-2005: Fjolnir
- 2005-2006: Klal Bituah Ramat-Hasharon
- 2006-2007: Polonia Warszawa
- 2008-2009: Znicz Jarosław
- 2009-2010: Faymasa Palencia
- 2010: Hebraica Macabi
- 2011: AZS Koszalin

## Sukcesy
- MVP Meczu Gwiazd PLK (2007)
- Zwycięzca konkursu wsadów podczas meczu gwiazd PLK (2007)

## Statystyki podczas występów w PLK
- Sezon 2006/2007 (Polonia Warszawa): 35 meczów (średnio 15,5 punktu oraz 8,1 zbiórki w ciągu 34,7 minuty)
- Sezon 2008/2009 (Znicz Jarosław): 20 meczów (średnio 14,8 punktu oraz 7,7 zbiórki w ciągu 31,1 minuty)
- Sezon 2010/2011 (AZS Koszalin): 12 meczów (średnio 16,5 punktu oraz 6,4 zbiórki w ciągu 29,3 minuty)